# Lubuk Raman (Rambang Dangku)
Lubuk Raman is een bestuurslaag in het regentschap Muara Enim van de provincie Zuid-Sumatra, Indonesië. Lubuk Raman telt 4042 inwoners (volkstelling 2010).